# Хабрија
Хабрија (грч. Χαβρίας) је био атински војсковођа.
Победио је спартанску флоту у Бици код Егине 388. године п. н. е. Упућен је затим у помоћ Евагори, кипарском краљу, за кога је ослободио читаво острво од персијске доминације. На челу атинских пелтаста безуспешно је 378. године п. н. е. покушао да задржи Спартанце под Агесилајем II рововима и палисадом (новина у грчкој ратној вештини). Исте године су његови пеласти под Тебом дочекали Спартанце, клечећи на левом колену штитовима ослоњеним на земљу и испруженим копљима (такође тактичка новина). Спартанску флоту је поново победио код Наксоса 376. године п. н. е. чиме је обезбедио атинску превласт на Егејском мору за пола века. После битке код Мантинеје од 362. године п. н. е. као вођа најамничке флоте прешао је у службу египатског краља Таха (360. година п. н. е.). Погинуо је у Савезничким ратовима, вероватно 357. године п. н. е.